# セルウィウス城壁
セルウィウス城壁（セルウィウスじょうへき、ラテン語: Murus Servii Tullii、イタリア語: Mura serviane）は、紀元前4世紀初め、ローマを取り囲んでいた防御用城壁である。壁の高さは最高で10mで、基部の幅は3.6m前後、全周は11kmである。16の大門があったとされているが、その多くは文献に記されているだけで、遺構は発見されていない。

## 歴史
その名称は王政ローマの第6代の王セルウィウス・トゥッリウスに由来する。城壁の原形となるものが作られ始めたのは紀元前6世紀だが、現存する部分の多くは共和政ローマ時代のものと見られ、アッリアの戦いのころガリア人のブレンヌスがしばしばローマで略奪を繰り返したため、それを防ぐ目的で建設されたといわれている。ガリア人がローマに簡単に侵入できたのは、王政時代のエトルリア人支配者が城壁を徐々に取り除いてきたためと推測される。

## 構造
凝灰岩の大きなブロックで作られており、初期のローマと覇を競っていたウェイイの近くにあった Grotta Oscura 採石場で採取された石を使っていた。さらに城壁の前に深い溝を掘って、実質的な壁の高さを高くすることも行われていた。地形的に弱点だった北辺の壁は土塁で、壁の内側に土を積んで斜面にしていた。こうして厚くした壁で攻撃をはねつけ、守備兵が壁の上から攻撃できるようにした。城壁にはカタパルトなどの兵器も配備されていた。

## 使用
セルウィウス城壁は、第二次ポエニ戦争の際にハンニバルを手こずらせたほど堅固だった。ハンニバルは象を引き連れてアルプスを越えてイタリアに侵入し、当初はローマ軍を次々と打ち破って進撃した。しかし、ハンニバルが壁を破ろうとしたのは紀元前211年の1回だけであり、カルタゴ軍を引き連れてローマを包囲したのは、カプアからのローマ軍をひき付けるための一種のフェイントだった。この計略が失敗に終わると、彼は軍を引き上げさせた。
セルウィウス城壁は共和政末期からローマ帝国初頭まで保持された。そのころには市街地が城壁の外まで拡大していた。アウグストゥスが定めたローマの街区のうち、2区、3区、4区、6区、8区、10区、11区がセルウィウス城壁内で、他の街区は外にあった。
ローマは共和政時代から帝政時代にかけて拡大し続けたため、ローマ自体に敵が迫るということはありえず、そのため城壁は不要となっていた。ローマも発展し続け、3世紀初頭には事実上無防備になった。しかし、そのころからゲルマン民族がローマの近くまで迫るようになり、皇帝アウレリアヌスがより広範囲を囲むアウレリアヌス城壁を建設することになった。

## 現状
セルウィウス城壁の一部はローマのあちこちに現存している。特に大きく残っている部分はローマ・テルミニ駅の北西端で五百人広場の角にある。短い区間だがマンフレド・ファンティ広場（Piazza Manfredo Fanti）の旧ローマ水族館前や、アルビーノ広場にも城壁跡がある。このアルビーノ広場に現存する部分には、共和政末期のカタパルトの射出口用アーチがある。

## 門

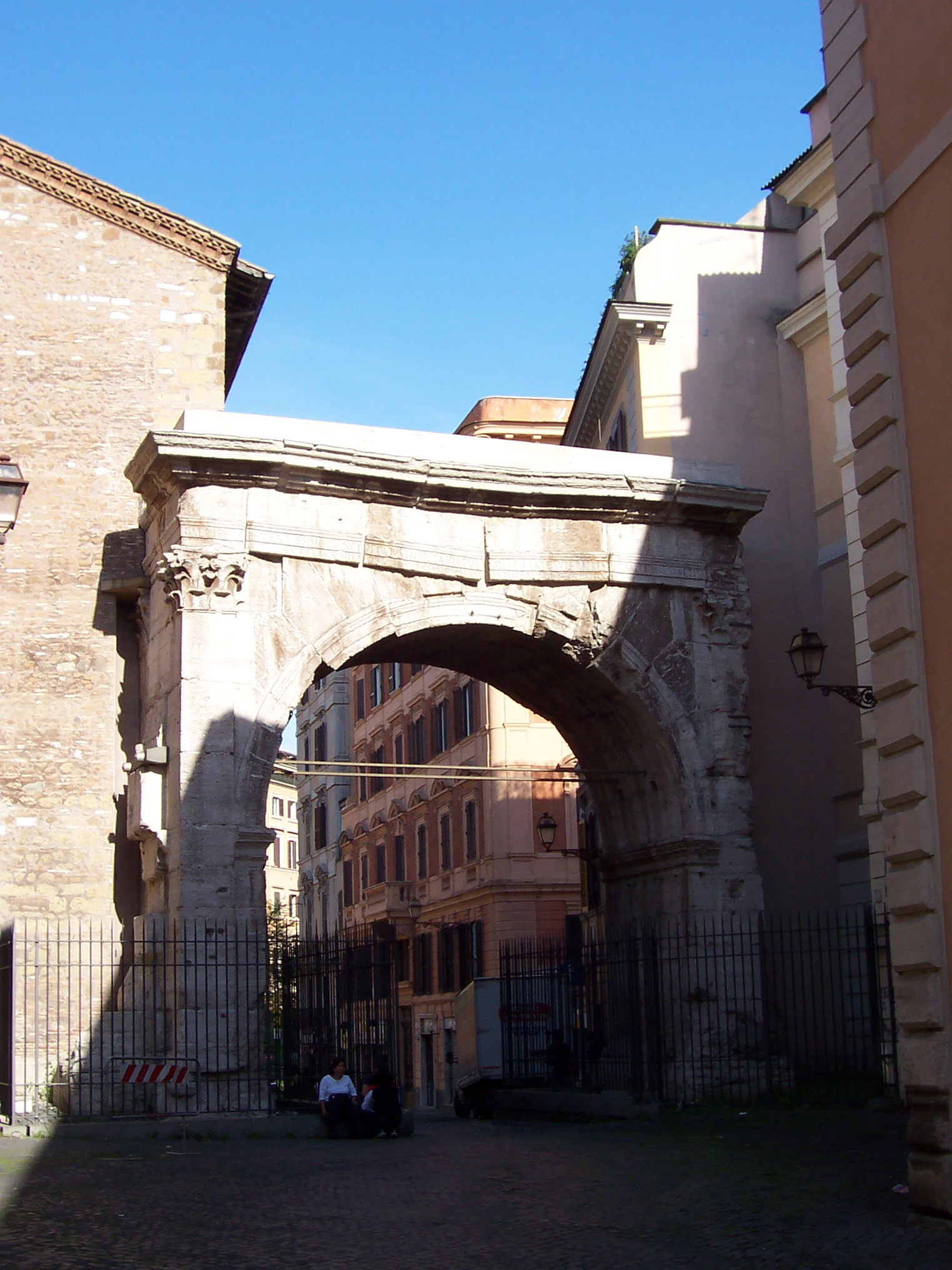
エスクイリーナ門は元々はセルウィウス城壁の門だった。ローマ帝国後期にはガッリエヌスの門と呼ばれ、ラビカナ街道とティブルティーナ街道の起点だった。

以下の一覧にある門は、建設当時にあったと思われるもので、西端から時計回りに記している（多くは文献から名前と位置がわかるだけで、遺構は見つかっていない）。
- Porta Flumentana - アウレリア街道の起点だった門
- Porta Carmentalis - カンピドリオの西端
- Porta Fontinalis - カンピドリオの北端で、カンプス・マルティウスとの間にあった門
- Porta Sanqualis - クイリナーレにあった
- Porta Salutaris - クイリナーレにあった
- Porta Quirinalis - クイリナーレにあった
- Porta Collina（コッリーナ門） - クイリナーレ上、城壁の北端にある門。サラリア街道の起点。紀元前211年、ハンニバルがローマを包囲しようとしたとき、この門が見えるところで野営した。この部分の城壁は土塁でさらに強化されていた。
- Porta Viminalis - ヴィミナーレにあった。テルミニ駅付近に見える現存する城壁の近くにあった。
- Porta Esquilina（エスクイリーナ門） - エスクイリーノに現存するのはガッリエヌス帝が後に改修させたアーチ形の門である。ラビカナ街道、プラエネスティーナ街道、ティブルティーナ街道の起点。
- Porta Querquetulana - トゥスクラーナ街道の起点
- Porta Caelimontana - 紀元前10年、執政官のDolabellaとSilanusが再建したアーチが現存している。
- Porta Capena（カペーナ門） - アッピア街道の起点で、アッピア街道はこの先でラティーナ街道と分岐している。
- Porta Naevia - アヴェンティーノにあり、アルデアティーナ街道（ローマとアルデーアを結ぶ街道）の起点だった。
- Porta Raudusculana - テヴェレ川に沿って南に向かうオスティエンセ街道の起点。この付近のアヴェンティーノ通りには城壁の一部が現存している。
- Porta Lavernalis - ここから外に出た道もオスティエンセ街道に合流している。
- Porta Trigemina（トリゲミナ門） - フォルム・ボアリウムの近くにあり、やはりオスティエンセ街道に合流する道が出ている。